# MobilePay
MobilePay（モバイルペイ）はデンマークのダンスケ銀行が開発した非接触型決済（モバイル決済）。デンマークのキャッシュレス社会化を後押しした成功例として知られる。
送金サービスや対応する店舗での決済に利用できる。店舗側の端末はBluetooth Low Energyを使用したバッテリー駆動であり、交換なしで数年使用できる。また、Bluetoothが使えない場合でも、QRコードや番号を利用して支払いが可能である。
2017年3月時点ではデンマーク国内のスマートフォン約340万台にアプリケーションがダウンロードされており、4万店舗以上がMobilePayでの決済に対応している。デンマーク国立銀行の発表によれば、2016年のオンライン決済などを除くデンマークにおける店舗支払い時の75%超がMobilePayによる支払いとなっている。ダンスケ銀行の発表では、年間のMobilePayによる決済は1.8億回となっている。

## 経緯
2013年5月6日にスマートフォン用アプリケーションとして提供が開始されると、提供開始日だけで2万5千人がダウンロードを行い、ユーザーは4ヶ月で50万人になった。当初はダンスケ銀行に口座を持っている人を対象としていた。
2014年2月11日、会計報告のためのデータ出力や自社ロゴをレシートに印刷するといった機能を追加したビジネス向け「MobilePay Business」を公開した。
2014年7月3日、オンラインショッピングの決済に対応。個人利用や実店舗での決済には1日の決済金額の上限が定められているが、オンラインショッピングの場合には上限金額が無い。
2015年3月11日、ダンスク・スーパーマーケッド（Dansk Supermarked）がMobilePayを導入。スーパーマーケット業界で最初にMobilePayを導入した事例となった。
2015年8月17日、デンマーク国鉄のチケット購入時にMobilePayが利用できるようになった。
2015年8月27日、Apple WatchでのMobilePay利用が可能となる。これを受けて、2016年5月19日には、MobilePayのユーザー数が300万人を超えた。
2016年6月7日、領収書支払いの際にMobilePayを利用できる「MobilePay領収書サービス」が開始される。
2016年9月1日、店舗決済端末を提供する大手のベリフォンとパートナーシップを締結した。同年9月30日には同じく決済端末を提供するBamboraとパートナーシップを締結した。これによって、北欧全域でのMobilePay導入が加速された。
2016年10月13日、スウェーデンのノルデア銀行がMobilePayへの参加を表明した。
2017年3月2日、「MobilePay Subscription」が提供される。オンライン決済方法にMobilePayが紐付けされることで、NemIDや各種カード情報の入力が不要となった。

## セキュリティ
MobilePayの登録には銀行口座情報（デンマーク国内で発行されたクレジットカード、またはデビットカード）と電話番号が必要である。ユーザーのアカウントはCPR番号と紐づけられており、詐欺行為を防止する仕組みの1つとなっている。利用にあたっては、利用のたびに4桁の暗証番号の入力が必要である。
2016年4月時点では、ハッキング被害は0件。2017年5月時点では詐欺被害は発生しているが、クレジットカードによる詐欺被害の6分の1に留まっている。